# 혜성의 핵

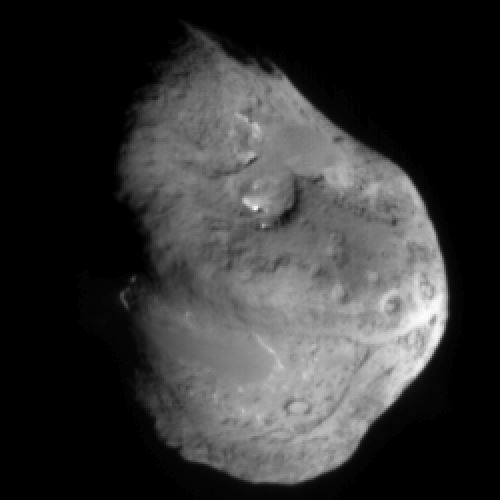
템펠 1 혜성의 핵.

핵(nucleus)은 혜성 중심에 있는, 암석, 먼지, 얼음으로 이루어진 부분으로, 태양열에 의해 핵의 물질이 승화되면 핵 주변에 코마라고 부르는 대기가 생겨나며, 코마가 태양풍의 복사압을 받으면 뒤로 늘어져 태양 반대편으로 꼬리가 생겨난다. 핵의 반사율은 보통 약 0.04가량인데, 이는 석탄이나 아스팔트보다 어두운 수치로, 먼지가 핵 표면을 덮는 것이 원인이라고 추정하고 있다.
로제타와 필레 탐사선은 추류모프-게라시멘코 혜성에서 자기장을 발견하지 못했는데, 이를 통해 미행성 형성 당시에는 자기장이 큰 영향을 주지 않은 것으로 추정할 수 있다. 또한, 로제타 탐사선의 ALICE 장비는 혜성에서 방출된 물과 이산화 탄소 분자가 분해되는 원인이 기존 이론처럼 광자가 아닌, 물 분자가 광이온화되며 생겨난 전자에 의한 것임을 밝혀냈다. 2015년 7월 30일에 필레 탐사선이 혜성 표면에서 유기물 16종을 감지했다는 발표가 있었는데, 이 중 아세트아마이드, 아세톤, 아이소사이안화 메틸, 프로피온알데하이드는 혜성 표면에서 최초로 발견된 것이었다.

## 연구
혜성의 핵은 아무리 커도 수십 킬로미터밖에 되지 않아, 망원경을 통해 분해하여 볼 수 없다. 대형 망원경을 사용해도 핵은 몇 화소 정도 크기로밖에 보이지 않으며, 이마저도 코마에 가리면 핵을 볼 수 없다. 이러한 문제 때문에, 핵을 연구할 때는 코마 등 주변 환경의 변화를 통해 핵의 상태를 추정하는 방법을 주로 사용한다.

### "날아다니는 모래언덕"
1800년대 후반 제시된 "날아다니는 모래언덕" 모형은 혜성을 한 천체가 아닌, 여러 천체가 뭉쳐 다니는 현상으로 보았으며, 혜성 활동이 일어나면 혜성의 '구성원' 자체가 사라진다고 추정했다. 이 모형에서는 혜성의 기원을, 태양이 인근 성운을 지나가며 물질을 포획하였는데, 이 과정에서 태양 주회 궤도에 남은 일부 물질이 혜성이 되었으며, 혜성의 궤도가 멀고 찌그러진 이유도 포획 과정을 거쳤기 때문이라고 설명하였다. 이 이론에는 얼음의 기원을 설명할 수 없다는 문제점이 있었는데, 일부에서는 휘발성 물질이 먼지에 흡착되어 있다고 주장하기도 했다.

### "더러운 눈덩이"
1950년대 프레드 로렌스 위플이 혜성을 '얼음 복합체'로 설명한 이론을 제기하였는데, 얼마 가지 않아 "더러운 눈덩이"라는 별명을 얻게 되었다. 당시에는 천체의 궤도를 정밀하게 계산할 수 있는 기술이 있었지만, 혜성은 계산값과 실제 궤도가 달라 혜성이 하루 정도 일찍 또는 늦게 나타나는 경우가 빈번하게 나타났다. 프레드 위플은 비대칭하게 발생하는 추진력이 이 현상을 설명할 수 있다고 보았는데, 이러한 추진력이 나타나기 위해서는 추진 본체인 혜성의 핵이 휘발성 물질이 포함된 단일 천체여야 했다. 1972년까지 모래언덕이론과 눈덩이 이론은 양립하고 있었지만, 베가 2호와 지오토 탐사선이 핼리 혜성에 접근했을 때, 핵으로 보이는 천체 하나에서 제트 여럿이 방출되는 모습을 촬영해 보내오면서 논쟁에 종지부가 찍혔다.

### "눈 섞인 흙덩이"
상당한 기간 동안 혜성의 핵은 얼음 덩어리에 가깝다고 추정하고 있었는데, 만약 얼음이 표면에 노출되어 있으면 기체가 방출되고 내화물이 쌓임에 따라 얼음이 줄어들어 핵이 점차 어두워질 것이라고 예측하고 있었다.
1986년 핼리 혜성을 탐사하자, 혜성의 핵이 단순히 어두운 정도를 넘어, 태양계에서 가장 어두운 천체라는 사실이 밝혀졌으며, 여기에 더해 기존의 먼지 예측치가 실제보다 엄청나게 낮았다는 점도 드러났다. 먼지와 암석 덩어리는 지상 망원경에서는 감지되지 않았지만, 탐사선에 실린 계측기에서는 확실하게 감지되었다. 또한, 혜성의 휘발성 물질에는 얼음과 다른 기체에 더해, 유기물도 포함되어 있었다. 밀도 또한 예측치보다 매우 낮은 0.1 ~ 0.5 g/cm3이었으며, 먼지와 얼음 간의 비율도 예상보다 컸다. 하지만 이러한 탐사 결과에도 불구하고, 핵은 대부분 얼음이 차지한다는 이론은 정설로 유지되었다.

### 현대 이론
핼리 혜성 탐사 당시에는 혜성의 궤도가 좋지 않아, 탐사선이 빠르게 한 번만 지나칠 수 있었다. 하지만 이후 딥 임팩트, 스타더스트, 로제타 등 여러 탐사선의 다양한 탐사와, 슈메이커-레비 9 혜성 등 혜성과 관련된 사건을 통해 혜성 연구에 많은 진척이 이루어졌다.
혜성의 평균 밀도는 0.6 g/cm3로 측정되었으며, 핵 자체는 미시적 및 거시적 부분 모두에서 다공성이라는 사실도 밝혀졌다.
내화물 대 얼음의 비율은 3:1, 5:1, 6:1, 또는 그 이상으로, 기존에 예측했던 것보다 매우 높았다.
로제타의 탐사 이후에는 광물과 유기물이 대부분을 차지하고, 얼음은 극히 일부밖에 없다는 사실이 밝혀졌다는 점에서, 혜성의 핵을 "유기 광물"이라고 부르는 사례가 등장하기도 하였다.

## 기원

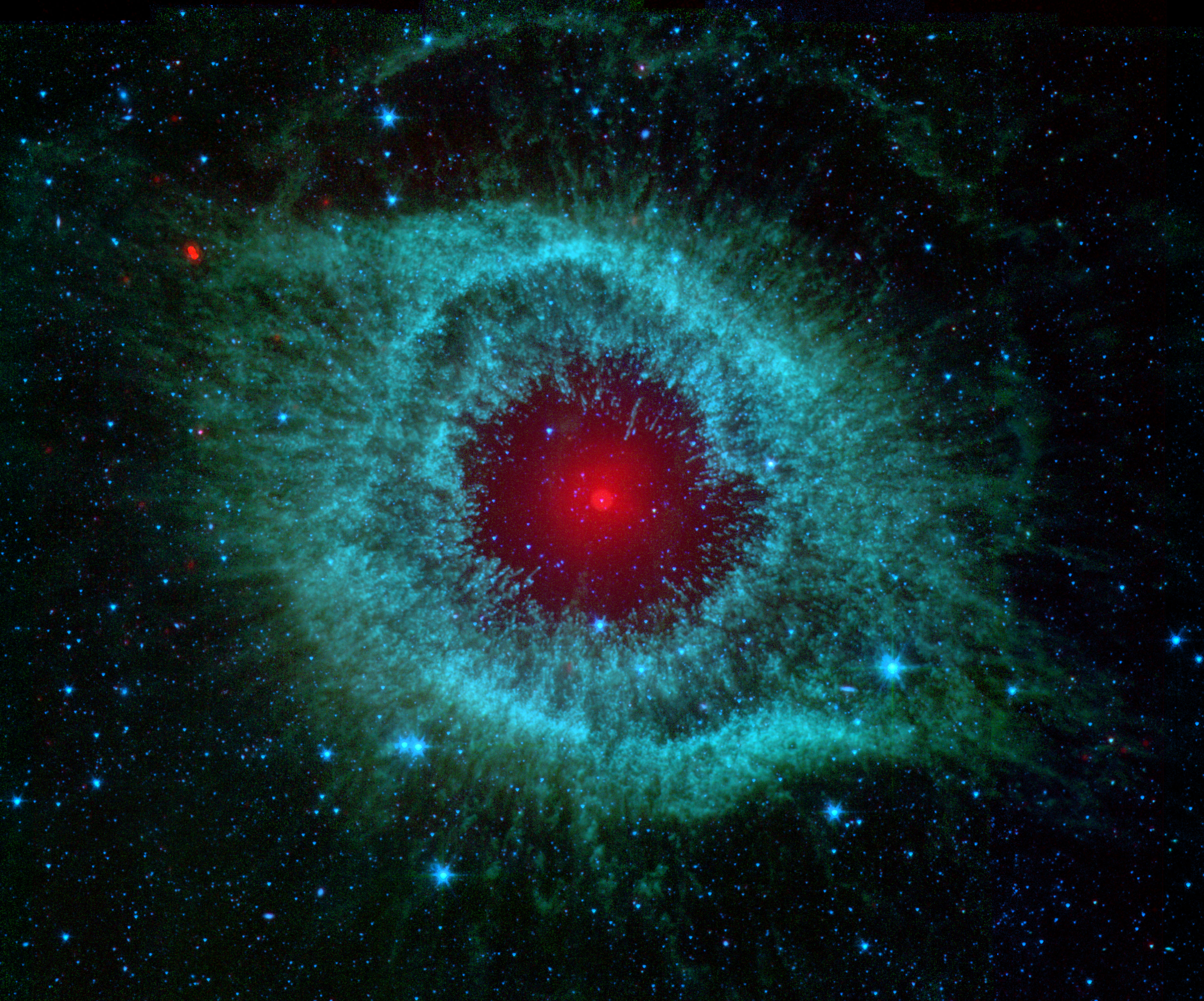
나선 성운에는 오르트 구름과 유사한 혜성 모임이 있다.

전체적인 관점에서, 혜성은 태양계 바깥쪽에서 행성보다 일찍 만들어졌다고 추정하고 있다. 하지만 혜성이 정확히 언제, 어떻게 형성되었는지는 아직 논란이 계속되고 있다. 3차원 컴퓨터 시뮬레이션에서는 혜성의 핵 구조가 만들어지려면 강도가 약한 미행성이 낮은 속도에서 강착되어야 한다는 결과가 도출되었다. 현재 정설로 받아들여지는 성운설에 따르면, 혜성은 행성이 형성되고 남은 미행성이 태양계 외곽에 남아 있는 것이다.
현재 천문학계에서 보는 혜성의 기원지는 오르트 구름, 산란원반, 소행성대 외곽이 있다.

## 크기

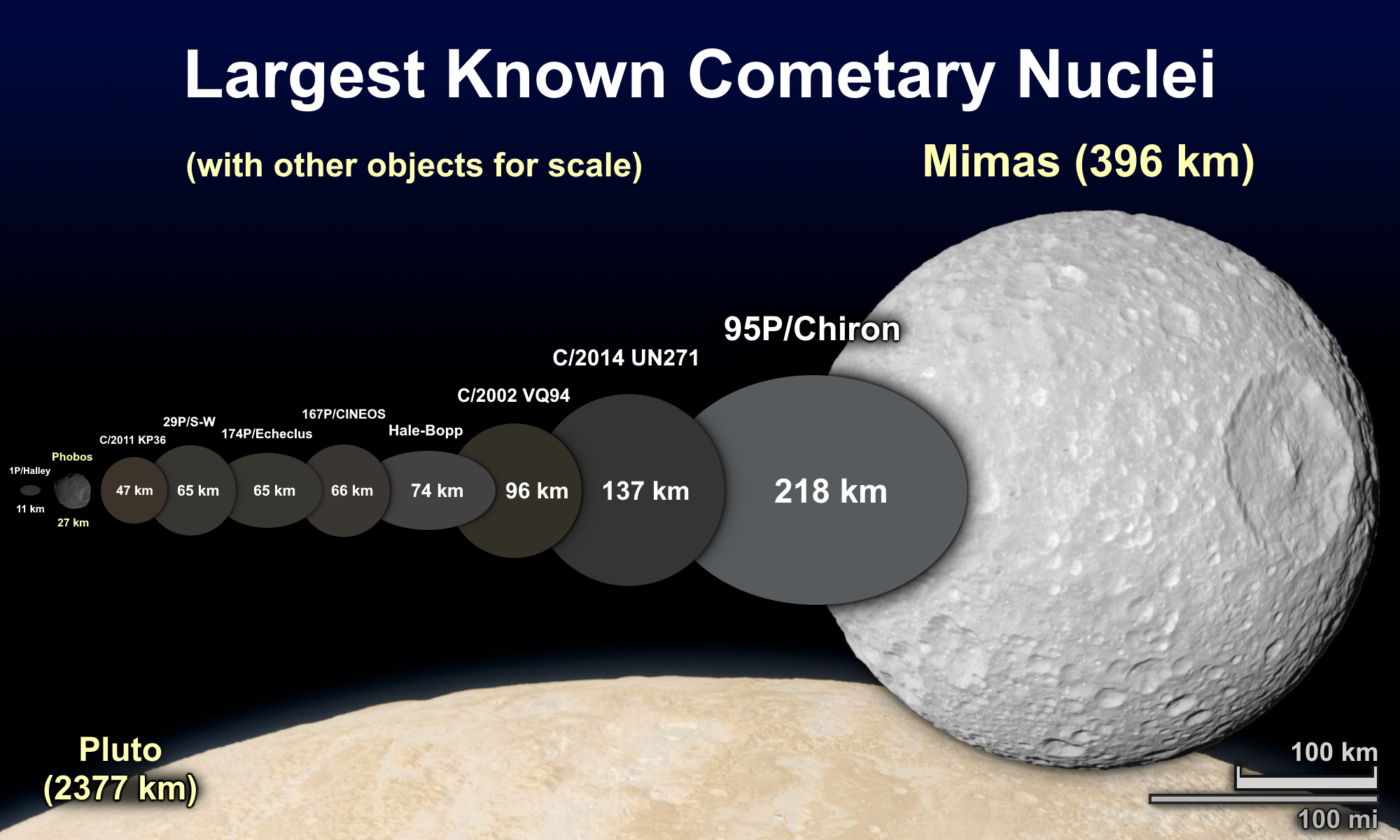
큰 혜성의 핵을 비교한 그림으로, 왜행성 명왕성과 위성 미마스와 포보스는 크기 비교를 위해 삽입하였다.

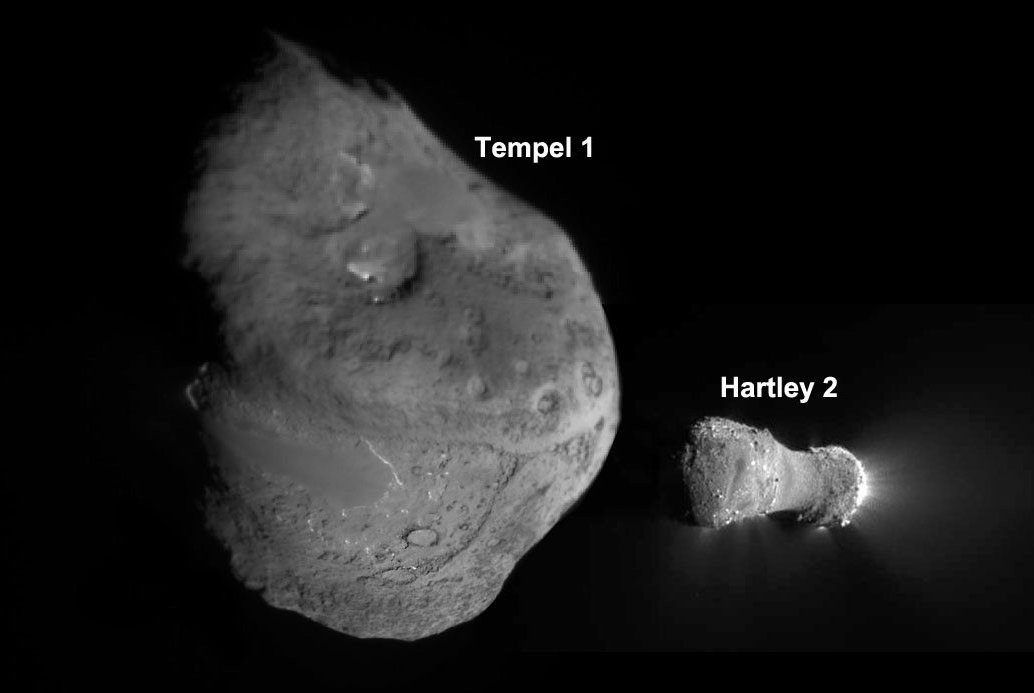
템펠 1 혜성과 하틀리 2 혜성의 핵 비교.

핵 대부분은 크기가 16 km를 넘지 않는다. 핵이 큰 혜성은 토성 궤도 근처를 도는 키론 혜성 (≈200 km), C/2002 VQ94 (LINEAR) (≈100 km), 1729년의 혜성 (≈100 km), 헤일-밥 혜성 (≈60 km), 슈바스만-바흐만 1 혜성 (≈60 km), 스위프트-터틀 혜성 (≈26 km), 뇌이민 1 혜성 (≈21 km)이 있다.
핼리 혜성의 핵(15 × 8 × 8 km)은 감자 모양으로, 얼음과 먼지의 비율이 비슷하다.
2001년 9월 딥 스페이스 1호는 보렐리 혜성 옆을 통과하며 핵의 크기가 핼리 혜성의 절반가량(8×4×4 km)밖에 되지 않음을 밝혀냈다. 보렐리 혜성의 핵도 감자 모양이었으며, 표면이 어두웠고, 핼리 혜성처럼 표면에서 얼음이 살짝 노출된 곳에서만 기체가 방출되었다.
헤일-밥 혜성의 핵은 지름이 60 ± 20 km가량으로 비교적 컸는데, 핵이 커 먼지와 기체 방출량이 많았기 때문에 육안으로 볼 수 있을 정도로 밝아진 것이라고 추정하고 있다.
P/2007 R5 혜성의 핵은 지름이 100~200 m밖에 되지 않는 것으로 보인다.
혜성의 핵의 평균 밀도는 약 0.6 g/cm3이다.
| 이름                | 크기 (km)                                       | 밀도 (g/cm3) | 질량 (kg)      |
| ------------------- | ----------------------------------------------- | ------------ | -------------- |
| 핼리                | 15 × 8 × 8                                      | 0.6          | 3×1014         |
| 템펠 1              | 7.6 × 4.9                                       | 0.62         | 7.9×1013       |
| 보렐리              | 8 × 4 × 4                                       | 0.3          | 2×1013         |
| 빌트 2              | 5.5 × 4.0 × 3.3                                 | 0.6          | 2.3×1013       |
| 추류모프-게라시멘코 | 큰 쪽: 4.1 × 3.3 × 1.8 작은 쪽: 2.6 × 2.3 × 1.8 | 0.4          | (1.0±0.1)×1013 |

## 구성 성분
혜성 언구 초기에는 혜성의 주요 구성 성분이 얼음일 것이라고 추정하였으며, 더러운 눈덩이 모형에서는 얼음이 사라질 때 먼지가 같이 딸려 방출된다고 보았다. 이 이론을 기준으로 계산하였을 때, 핼리 혜성의 핵은 얼음이 80%, 고체 일산화 탄소가 15%, 나머지 5%는 이산화 탄소, 메테인, 암모니아로 구성되어 있으며, 핼리 혜성의 핵이 반사율이 매우 낮다는 점은 먼지가 얼음층을 완전히 덮고 있기 때문으로 추정하고 있다. 혜성이 자전하는 중 표면에 얼음이 노출된 부분이 태양을 향하게 되면 기체가 방출되게 된다. 다른 혜성의 구성 성분도 핼리 혜성과 큰 차이가 없을 것으로 여겼다.
하지만 코마를 이루는 주요 구성 성분은 휘발성 물질이기 때문에, 얼음이 많다는 것은 선택 편향에 의한 결과였음이 이후 밝혀졌다. 현재는 혜성의 핵 대부분은 암석과 먼지이고, 유기 화합물이 섞여 있으며, 얼음은 20~30%밖에 되지 않는다고 보고 있다.
로제타 탐사선이 분석한 추류모프-게라시멘코 혜성의 수증기 성분은 지구의 수증기에 비해 경수소 대 중수소 비율이 세 배 높았으며, 이는 지구의 물이 혜성에서 왔을 가능성이 낮음을 암시하는 결과이다.

## 구조

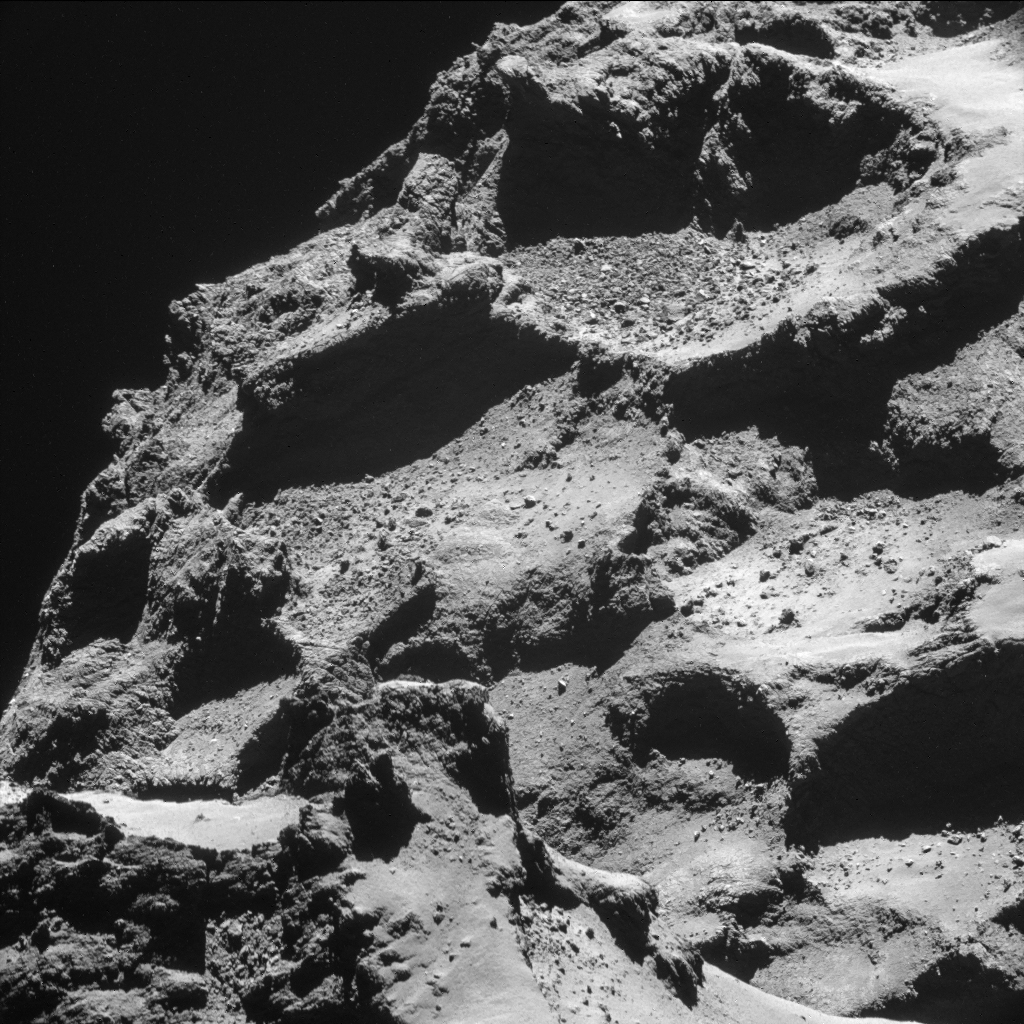
추류모프-게라시멘코 혜성의 표면을 10 km 거리에서 촬영한 모습.

추류모프-게라시멘코 혜성을 관측한 결과, 제트 형태로 물 일부가 핵에서 탈출하기는 하지만, 80% 이상은 표면 밑에 모인다는 사실이 밝혀졌다. 따라서, 혜성 바깥에 얼음이 노출되었다는 것은 혜성 활동에 의한 것일 가능성이 크며, 혜성 전체가 얼음으로 덮이는 현상은 혜성이 형성될 때만 이루어지는 것이 아니라는 이론이 제기되었다.
혜성에 착륙한 필레 탐사선은 먼지층의 두게가 20 cm에 달하고, 그 밑은 순수 얼음층이거나 얼음과 먼지가 섞인 층으로 이루어진 것으로 보이며, 공극률 또한 핵의 중심으로 갈수록 증가한다.

허블 우주망원경이 관측한, 슈바스만-바흐만 3 혜성이 분해되는 모습.

현재 천문학자 다수는 핵이 돌무더기나 작은 얼음질 미행성이 모여 형성된 것으로 보나, 로제타의 탐사 결과에 따르면 혜성은 단순히 여러 물질이 뭉친 돌무더기 천체는 아닌 것으로 보인다. 혜성의 형성 과정에서 충돌이 주는 영향에 대해서는 아직 확실하지 밝혀진 사실이 없다.

### 분해
혜성이 분해되는 모습이 지금까지 여럿 관찰되었기 때문에, 적어도 일부 혜성의 핵은 강도가 약하다는 이론이 받아들여지고 있다. 분해된 혜성은 대표적으로 1846년 비엘라 혜성, 1992년 슈메이커-레비 9 혜성, 1995년~2006년 슈바스만-바흐만 3 혜성이 있다. 고대 그리스의 역사학자 에포루스의 기록에는 기원전 373년 겨울에 혜성이 쪼개지는 현상이 암시되어 있다. 혜성이 분해되는 이유는 열복사, 내부 기체 압력, 충돌 등으로 추정하고 있다.
뇌이민 3 혜성과 반 비스브룩 혜성은, 수학적인 계산 결과 두 혜성이 1850년 1월 함께 목성에 가까이 접근한 적이 있으며, 그 이전의 궤도는 거의 완벽하게 일치한다는 점에서, 한 혜성이 목성과 접근한 이후 둘로 쪼개진 것으로 추정하고 있다.

## 반사율
혜성의 핵은 태양계에서 가장 어두운 천체이다. 지오토 탐사선은 핼리 혜성의 핵이 들어오는 빛의 4%가량만을 반사하며, 딥 스페이스 1호는 보렐리 혜성의 핵은 빛의 2.5 ~ 3.0% 만을 반사한다는 사실을 알아냈다. 참고로, 막 설치한 아스팔트의 반사율은 약 7%가량이다. 표면을 덮는 어두운 물질은 복잡한 유기 화합물로 보고 있는데, 혜성이 태양빛을 받으며 휘발성 물질이 사라지고 남은 것으로 보인다. 핵의 표면이 어둡기 때문에 열을 잘 흡수하여, 기체 방출이 더 쉽게 일어난다
근지구 소행성 중 6%가량은 더 이상 기체가 나오지 않는 사혜성의 핵으로 추정하고 있다. 근지구 소행성 중 14827 히프노스와 3552 돈키호테는 혜성 정도로 반사율이 낮기 때문에, 사혜성 후보로 여겨지고 있다.

## 탐사
핵에 처음으로 접근한 탐사선은 지오토 탐사선으로, 핵에서 596 km 떨어진 곳에서 사진을 찍어 보내왔다. 지오토 탐사선은 혜성에서 분출되는 제트, 어두운 표면, 유기물의 존재를 처음으로 기록했다.
지오토는 혜성 근처를 지나가던 중 혜성에서 나오는 입자에 약 12,000번가량 부딪혔으며, 그 중 1그램 무게의 입자와는 충돌로 인해 관제소와의 통신이 잠시 끊기기도 했다. 핼리 혜성은 이론적으로 제트 7개에서 초당 3톤가량의 물질을 방출하고 있었으며, 이로 인해 장기적인 관점에서 혜성이 진동하는 결과를 낳았다. 지오토는 핼리 혜성 탐사 이후 그리그-스켈러럽 혜성에도 100 km 거리까지 접근하였다.
로제타와 필레 탐사선은 추류모프-게라시멘코 혜성에서 자기장을 발견하지 못했는데, 이를 통해 미행성 형성 당시에는 자기장이 큰 영향을 주지 않은 것으로 추정할 수 있다. 또한, 로제타 탐사선의 ALICE 장비는 혜성에서 방출된 물과 이산화 탄소 분자가 분해되는 원인이 기존 이론처럼 광자가 아닌, 물 분자가 광이온화되며 생겨난 전자에 의한 것임을 밝혀냈다.
|                  |                   |                        |                   |                    |                            |
| 템펠 1 딥 임팩트 | 템펠 1 스타더스트 | 보렐리 딥 스페이스 1호 | 빌트 2 스타더스트 | 하틀리 2 딥 임팩트 | 추류모프-게라시멘코 로제타 |

## 같이 보기
- 코마 (혜성)
- 히파티아 (암석)
- 우주선이 방문한 소행성체와 혜성 목록#혜성 목록